# Liste der Biografien/Gk
Liste der Biografien |
Portal Biografien |
Personensuche
# |
A |
B |
C |
D |
E |
F |
G |
H |
I |
J |
K |
L |
M |
N |
O |
P |
Q |
R |
S |
T |
U |
V |
W |
X |
Y |
Z |
?
 
Ga |
Gb |
Gc |
Gd |
Ge |
Gf |
Gh |
Gi |
Gj |
Gk |
Gl |
Gm |
Gn |
Go |
Gp |
Gq |
Gr |
Gs |
Gu |
Gv |
Gw |
Gy |
Gz
Die Liste der Biografien führt alle Personen auf, die in der deutschsprachigen Wikipedia einen Artikel haben. Dieses ist eine Teilliste mit 4 Einträgen von Personen, deren Namen mit den Buchstaben „Gk“ beginnt.

## Gk

### Gka
- Gkaidatzis, Petros (* 2000), griechischer Ruderer
- Gkatziou, Vasiliki (* 1997), griechische Handballspielerin

### Gki
- Gkikopoulos, Georgios (* 1957), griechischer Politiker der KKE, MdEP

### Gko
- Gkountoura, Theodora (* 1997), griechische Säbelfechterin